# 劉廷佐
劉廷佐（？—？），别號含白，江西吉安府萬安縣民籍。

## 生平
萬曆二十二年（1594年）甲午科江西鄉試第三名舉人，四十四年（1616年）丙辰科三甲一百六十二名進士，禮部觀政，四十五年授行人司行人，天啓元年同考順天府鄉試，二年行取考选，授廣西道監察御史，五年降调。崇祯元年起廣東道，二年京畿道刷卷，三年南京畿刷卷，四年降调。

## 家族
曾祖劉景臨。祖父劉一春，刑部郎中。父劉崑，蘇州府同知。

## 引用
1. ↑  《萬曆四十四年丙辰科進士序齒録》：劉廷佐，含白，礼记一房，甲申四月初五日生。